# Liste des cantons du département du Jura

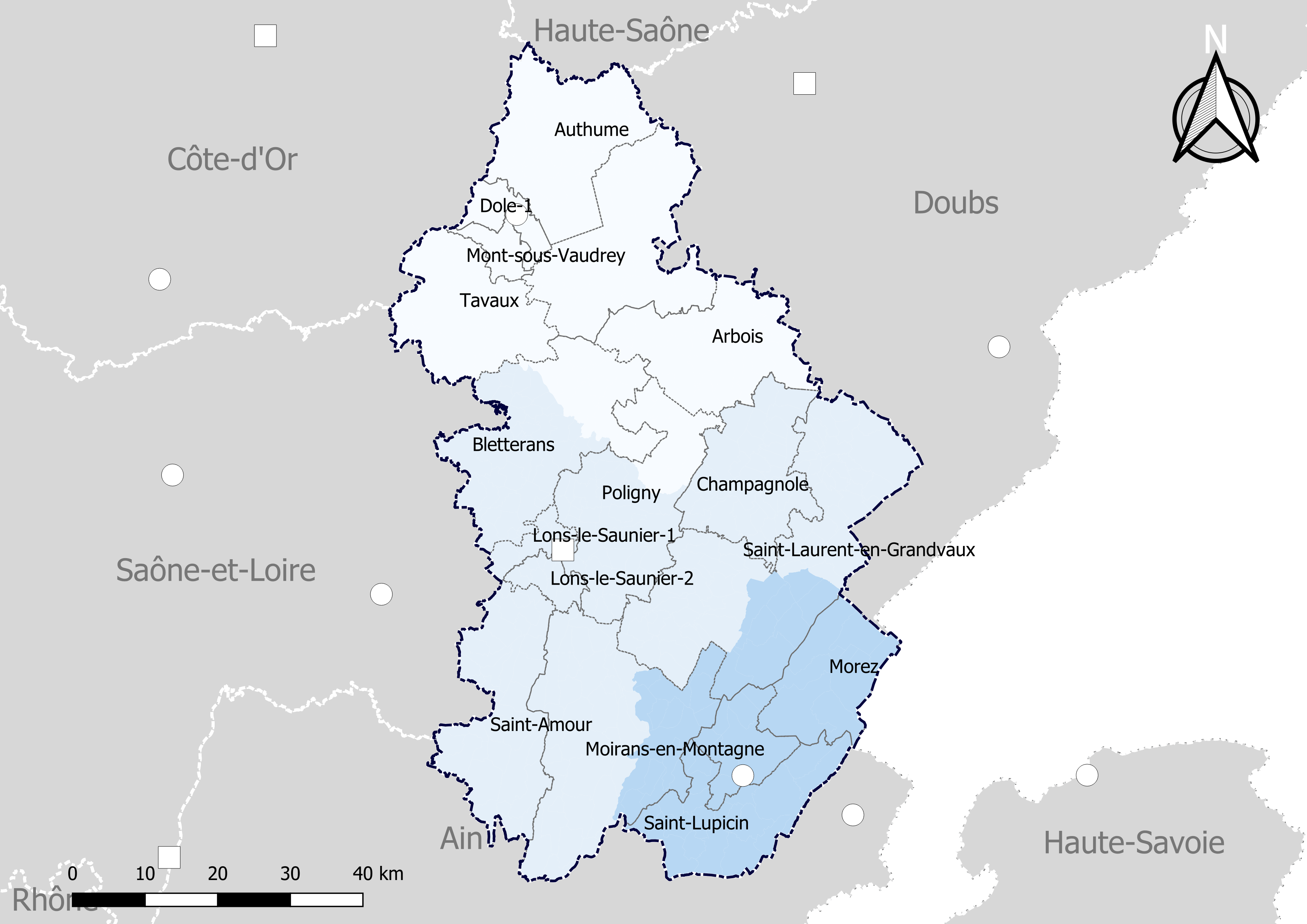
Découpage cantonal du département du Jura, avec en surimpression les arrondissements (en nuances de bleu) - Carte arrêtée au 1er janvier 2019.

Le département du Jura compte 34 cantons depuis 1973. À partir de 2015, ce nombre est réduit à 17 à la suite du redécoupage cantonal de 2014.

## Histoire

### Découpage cantonal avant 2015
| arrondissement de Dole            | 10 cantons - sous-préfecture : Dole        | canton de Chaussin - canton de Chemin - canton de Dampierre - canton de Dole-Nord-Est - canton de Dole-Sud-Ouest - canton de Gendrey - canton de Montbarrey - canton de Montmirey-le-Château - canton de Rochefort-sur-Nenon - canton de Villers-Farlay. |
| arrondissement de Lons-le-Saunier | 19 cantons - préfecture : Lons-le-Saunier  | canton d'Arbois - canton d'Arinthod - canton de Beaufort - canton de Bletterans - canton de Champagnole - canton de Chaumergy - canton de Clairvaux-les-Lacs - canton de Conliège - canton de Lons-le-Saunier-Nord - canton de Lons-le-Saunier-Sud - canton de Nozeroy - canton d'Orgelet - canton des Planches-en-Montagne - canton de Poligny - canton de Saint-Amour - canton de Saint-Julien - canton de Salins-les-Bains - canton de Sellières - canton de Voiteur. |
| arrondissement de Saint-Claude    | 5 cantons - sous-préfecture : Saint-Claude | canton des Bouchoux - canton de Moirans-en-Montagne - canton de Morez - canton de Saint-Claude - canton de Saint-Laurent-en-Grandvaux. |

Il n'existe pas d'homonymie pour l'arrondissement de Saint-Claude, mais il en existe des homonymies exactes pour les cantons de Beaufort et Saint-Claude (ainsi pour les communes chefs-lieux). Il n'y a pas d'homonymie exacte pour les cantons de Dampierre, Poligny et Saint-Julien, mais il en existe une pour les communes chefs-lieux.

### Redécoupage cantonal de 2014
Dans la poursuite de la réforme territoriale engagée en 2010, l'Assemblée nationale adopte définitivement le 17 avril 2013 la réforme du mode de scrutin pour les élections départementales destinée à garantir la parité hommes/femmes. Les lois (loi organique 2013-402 et loi 2013-403) sont promulguées le 17 mai 2013. Un nouveau découpage territorial est défini par décret du 17 février 2014 pour le département du Jura. Celui-ci entre en vigueur lors du premier renouvellement général des assemblées départementales suivant la publication du décret, soit en mars 2015. Les conseillers départementaux sont élus au scrutin majoritaire binominal mixte. Les électeurs de chaque canton éliront au Conseil départemental, nouvelle appellation des Conseils généraux, deux membres de sexe différent, qui se présenteront en binôme de candidats. Les conseillers départementaux seront élus pour 6 ans au scrutin binominal majoritaire à deux tours, l'accès au second tour nécessitant 10 % des inscrits au 1er tour. En outre la totalité des conseillers départementaux est renouvelée.
Ce nouveau mode de scrutin nécessite un redécoupage des cantons dont le nombre est divisé par deux avec arrondi à l'unité impaire supérieure si ce nombre n'est pas entier impair et avec des conditions de seuils minimaux. Dans le Jura le nombre de cantons passe ainsi de 34 à 17.
Les critères du remodelage cantonal sont les suivants : le territoire de chaque canton doit être défini sur des bases essentiellement démographiques, le territoire de chaque canton doit être continu et les communes de moins de 3 500 habitants sont entièrement comprises dans le même canton. Il n’est fait référence, ni aux limites des arrondissements, ni à celles des circonscriptions législatives.
Conformément à de multiples décisions du Conseil constitutionnel depuis 1985 et notamment sa décision no 2010-618 DC du 9 décembre 2010, il est admis que le principe d’égalité des électeurs au regard des critères démographiques est respecté lorsque le ratio conseiller/habitant de la circonscription est compris dans une fourchette de 20 % de part et d'autre du ratio moyen conseiller/habitant du département. Pour le département du Jura, la population de référence est la population légale en vigueur au 1er janvier 2013, à savoir la population millésimée 2010, soit 261 534 habitants. Avec 17 cantons la population moyenne par conseiller départemental est de 15 384 habitants. Ainsi la population de chaque nouveau canton doit-elle être comprise entre 12 307 habitants et 18 461 habitants pour respecter le principe de l'égalité citoyenne au vu des critères démographiques.

## Composition actuelle

### Composition détaillée
| N° | Nom du Canton              | Bureau centralisateur      | Population 2012 | Écart /moyenne | Nombre de communes entières   | Communes composant le canton |
| -- | -------------------------- | -------------------------- | --------------- | -------------- | ----------------------------- | --- |
| 1  | Arbois                     | Arbois                     | 12 298          | 0,80           | 36                            | Abergement-le-Grand, Abergement-lès-Thésy, Aiglepierre, Arbois, Aresches, Les Arsures, Bracon, Cernans, La Chapelle-sur-Furieuse, La Châtelaine, Chaux-Champagny, Chilly-sur-Salins, Clucy, Dournon, La Ferté, Geraise, Ivory, Ivrey, Lemuy, Marnoz, Mathenay, Mesnay, Molamboz, Montigny-lès-Arsures, Montmarlon, Les Planches-près-Arbois, Pont-d'Héry, Pretin, Pupillin, Saint-Cyr-Montmalin, Saint-Thiébaud, Saizenay, Salins-les-Bains, Thésy, Vadans, Villette-lès-Arbois. Constitué des anciens cantons d'Arbois et de Salins. |
| 2  | Authume                    | Authume                    | 13 308          | 0,87           | 45                            | Amange, Archelange, Audelange, Authume, Auxange, Baverans, Biarne, Brans, Brevans, Champagney, Châtenois, Chevigny, Dammartin-Marpain, Éclans-Nenon, Falletans, Frasne-les-Meulières, Gendrey, Gredisans, Jouhe, Lavangeot, Lavans-lès-Dole, Louvatange, Malange, Menotey, Moissey, Montmirey-la-Ville, Montmirey-le-Château, Mutigney, Offlanges, Ougney, Pagney, Peintre, Pointre, Rainans, Rochefort-sur-Nenon, Romain, Romange, Rouffange, Saligney, Sermange, Serre-les-Moulières, Taxenne, Thervay, Vitreux, Vriange. Constitué des anciens cantons de Rochefort, de Gendrey et de Montmirey et d'une commune de l'ancien canton de Dole-Nord-Est. |
| 3  | Bletterans                 | Bletterans                 | 16 867          | 1,10           | 58                            | Abergement-le-Petit, Arlay, Aumont, Barretaine, Bersaillin, Biefmorin, Bletterans, Bois-de-Gand, Brainans, Champrougier, Chapelle-Voland, La Charme, La Chassagne, Le Chateley, Chaumergy, La Chaux-en-Bresse, Chemenot, Chêne-Sec, Colonne, Commenailles, Cosges, Darbonnay, Desnes, Les Deux-Fays, Fontainebrux, Foulenay, Francheville, Grozon, Larnaud, Lombard, Mantry, Miéry, Monay, Montholier, Nance, Neuvilley, Oussières, Passenans, Plasne, Quintigny, Recanoz, Relans, Les Repôts, Ruffey-sur-Seille, Rye, Saint-Lamain, Saint-Lothain, Sellières, Sergenaux, Sergenon, Toulouse-le-Château, Tourmont, Vers-sous-Sellières, Villerserine, Villers-les-Bois, Villevieux, Le Villey, Vincent-Froideville. Constitué des anciens cantons de Bletterans, de Chaumergy et de Sellières et d'une partie de l'ancien canton de Poligny. |
| 4  | Champagnole                | Champagnole                | 16 664          | 1,09           | 32                            | Andelot-en-Montagne, Ardon, Bourg-de-Sirod, Champagnole, Chapois, Châtelneuf, Cize, Crotenay, Équevillon, Le Larderet, Le Latet, Lent, Loulle, Monnet-la-Ville, Montigny-sur-l'Ain, Montrond, Mont-sur-Monnet, Moutoux, Les Nans, Ney, Le Pasquier, Pillemoine, Pont-du-Navoy, Saint-Germain-en-Montagne, Sapois, Sirod, Supt, Syam, Valempoulières, Vannoz, Le Vaudioux, Vers-en-Montagne. Sans changement. |
| 5  | Dole-1                     | Dole                       | 18 203          | 1,19           | 4 + fraction Dole             | Champvans, Foucherans, Monnières, Sampans, et la partie de la commune de Dole située au nord et à l'est d'une ligne définie par l'axe des voies et limites suivantes : à partir de la limite territoriale de la commune de Champvans, ligne de chemin de fer de Dole à Dijon, rue du Mont-Roland, rue du Collège-de-l'Arc, place Jean-Boyvin, rue Raguet-Lépine, rue Charles-Sauria, rue des Arènes, place du 8-Mai-1945, rue de Besançon, rue d'Enfer, place Nationale-Charles-de-Gaulle, rue du Parlement, Grande-Rue, rue Pasteur, rue du Prelot, canal du Rhône au Rhin, Grande-Rue, cours du Doubs, jusqu'à la limite territoriale de la commune de Crissey. Constitué d'une partie de l'ancien canton de Dole-Nord-Est. |
| 6  | Dole-2                     | Dole                       | 17 155          | 1,12           | 6 + fraction Dole             | Choisey, Crissey, Damparis, Gevry, Parcey, Villette-lès-Dole, et la partie de la commune de Dole non incluse dans le canton de Dole-1. Constitué d'une partie de l'ancien canton de Dole-Sud-Ouest et d'une commune de l'ancien canton de Dole-Nord-Est. |
| 7  | Lons-le-Saunier-1          | Lons-le-Saunier            | 14 418          | 0,94           | 8 + fraction Lons-le-Saunier  | Chille, Condamine, Courlans, Courlaoux, L'Étoile, Montmorot, Saint-Didier, Villeneuve-sous-Pymont, et la partie de la commune de Lons-le-Saunier située au nord d'une ligne définie par l'axe des voies et limites suivantes : à partir de la limite territoriale de la commune de Montmorot, rue des Salines, rue des Capucins, rue des Écoles, rue de la Préfecture, rue Edmond-Chapuis, rue Rouget-de-Lisle, avenue de la Marseillaise, carrefour de la Libération, avenue Paul-Seguin, place des Déportés, avenue Pierre-Mendès-France, rue du Château-d'Eau, rue du Vignoble, ligne droite dans le prolongement de la rue du Vignoble jusqu'au boulevard de l'Europe, boulevard de l'Europe, jusqu'à la limite territoriale de la commune de Chille. Correspond à l'ancien canton de Lons-Nord. |
| 8  | Lons-le-Saunier-2          | Lons-le-Saunier            | 14 748          | 0,96           | 11 + fraction Lons-le-Saunier | Bornay, Chilly-le-Vignoble, Courbouzon, Frébuans, Geruge, Gevingey, Macornay, Messia-sur-Sorne, Moiron, Trenal, Vernantois, et la partie de la commune de Lons-le-Saunier non incluse dans le canton de Lons-le-Saunier-1. Correspond à l'ancien canton de Lons-Sud. |
| 9  | Moirans-en-Montagne        | Moirans-en-Montagne        | 15 716          | 1,02           | 50                            | Alièze, Arinthod, Aromas, Beffia, La Boissière, Cernon, Chambéria, Chancia, Charchilla, Charnod, Châtel-de-Joux, Chavéria, Condes, Cornod, Courbette, Coyron, Crenans, Les Crozets, Dompierre-sur-Mont, Dramelay, Écrille, Étival, Genod, Jeurre, Lect, Maisod, Marigna-sur-Valouse, Marnézia, Martigna, Mérona, Meussia, Moirans-en-Montagne, Montcusel, Moutonne, Nancuise, Onoz, Orgelet, Pimorin, Plaisia, Présilly, Reithouse, Rothonay, Saint-Hymetière-sur-Valouse, Sarrogna, Thoirette-Coisia, La Tour-du-Meix, Valzin en Petite Montagne, Vescles, Villards-d'Héria, Vosbles-Valfin. Constitué des anciens cantons de Moirans, d'Arinthod et d'Orgelet (sauf 1 commune) et d'une commune de l'ancien canton de Conliège. |
| 10 | Mont-sous-Vaudrey          | Mont-sous-Vaudrey          | 16 654          | 1,09           | 39                            | Augerans, Bans, La Barre, Belmont, La Bretenière, Chamblay, Champagne-sur-Loue, Chatelay, Chissey-sur-Loue, Courtefontaine, Cramans, Dampierre, Écleux, Étrepigney, Évans, Fraisans, Germigney, Grange-de-Vaivre, La Loye, Montbarrey, Monteplain, Mont-sous-Vaudrey, Mouchard, Nevy-lès-Dole, Orchamps, Ounans, Our, Pagnoz, Plumont, Port-Lesney, Ranchot, Rans, Salans, Santans, Souvans, Vaudrey, La Vieille-Loye, Villeneuve-d'Aval, Villers-Farlay. Constitué des anciens cantons de Montbarrey, de Dampierre et de Villers-Farlay et d'une commune de l'ancien canton de Dole-Sud-Ouest. |
| 11 | Hauts de Bienne            | Hauts de Bienne            | 15 401          | 1              | 7                             | Bellefontaine, Bois-d'Amont, Hauts de Bienne, Longchaumois, Morbier, Prémanon, Les Rousses. Sans changement. |
| 12 | Poligny                    | Poligny                    | 17 834          | 1,16           | 42                            | Baume-les-Messieurs, Besain, Blois-sur-Seille, Blye, Bonnefontaine, Briod, Buvilly, Chamole, Chaussenans, Château-Chalon, Châtillon, Conliège, Domblans, Fay-en-Montagne, Le Fied, Frontenay, Hauteroche, Ladoye-sur-Seille, Lavigny, Le Louverot, La Marre, Menétru-le-Vignoble, Molain, Montaigu, Montain, Nevy-sur-Seille, Nogna, Pannessières, Perrigny, Picarreau, Le Pin, Plainoiseau, Poids-de-Fiole, Poligny, Publy, Revigny, Saint-Maur, Vaux-sur-Poligny, Verges, Le Vernois, Vevy, Voiteur. Constitué des anciens cantons de Voiteur et de Conliège (sauf 1 commune) et d'une partie de l'ancien canton de Poligny. |
| 13 | Saint-Amour                | Saint-Amour                | 13 441          | 0,88           | 33                            | Andelot-Morval, Augea, Augisey, Balanod, Beaufort-Orbagna, Broissia, Cesancey, La Chailleuse, Chevreaux, Cousance, Cressia, Cuisia, Digna, Gigny, Gizia, Graye-et-Charnay, Loisia, Maynal, Monnetay, Montagna-le-Reconduit, Montfleur, Montlainsia, Montrevel, Rosay, Rotalier, Saint-Amour, Sainte-Agnès, Thoissia, Les Trois Châteaux, Val-d'Épy, Val-Sonnette, Val Suran, Véria. Constitué des anciens cantons de Saint-Amour, de Saint-Julien et de Beaufort et d'une commune de l'ancien canton d'Orgelet. |
| 14 | Saint-Claude               | Saint-Claude               | 12 343          | 0,80           | 6                             | Avignon-lès-Saint-Claude, Leschères, Nanchez, Ravilloles, La Rixouse, Saint-Claude. Constitué d'une partie de l'ancien canton de Saint-Claude. |
| 15 | Saint-Laurent-en-Grandvaux | Saint-Laurent-en-Grandvaux | 16 311          | 1,06           | 66                            | Arsure-Arsurette, Barésia-sur-l'Ain, Bief-des-Maisons, Bief-du-Fourg, Billecul, Boissia, Bonlieu, Censeau, Cerniébaud, Les Chalesmes, Charcier, Charency, Charézier, La Chaumusse, Chaux-des-Crotenay, La Chaux-du-Dombief, Chevrotaine, Clairvaux-les-Lacs, Cogna, Conte, Crans, Cuvier, Denezières, Doucier, Doye, Entre-deux-Monts, Esserval-Tartre, La Favière, Foncine-le-Bas, Foncine-le-Haut, Fontenu, Fort-du-Plasne, Fraroz, La Frasnée, Le Frasnois, Gillois, Grande-Rivière Château, Hautecour, Lac-des-Rouges-Truites, Largillay-Marsonnay, La Latette, Longcochon, Marigny, Menétrux-en-Joux, Mesnois, Mièges, Mignovillard, Mournans-Charbonny, Nozeroy, Onglières, Patornay, Les Planches-en-Montagne, Plénise, Plénisette, Pont-de-Poitte, Rix, Saffloz, Saint-Laurent-en-Grandvaux, Saint-Maurice-Crillat, Saint-Pierre, Saugeot, Songeson, Soucia, Thoiria, Uxelles, Vertamboz. Constitué des anciens cantons de Saint-Laurent, de Clairvaux, de Nozeroy et des Planches. |
| 16 | Coteaux du Lizon           | Coteaux du Lizon           | 11 281          | 0,73           | 20                            | Bellecombe, Les Bouchoux, Chassal-Molinges, Choux, Coiserette, Coteaux du Lizon, Coyrière, Lajoux, Lamoura, Larrivoire, Lavancia-Epercy, Lavans-lès-Saint-Claude, Les Moussières, La Pesse, Rogna, Septmoncel les Molunes, Vaux-lès-Saint-Claude, Villard-Saint-Sauveur, Viry, Vulvoz. Constitué de l'ancien canton des Bouchoux et d'une partie de l'ancien canton de Saint-Claude. |
| 17 | Tavaux                     | Tavaux                     | 18 290          | 1,19           | 29                            | Abergement-la-Ronce, Annoire, Asnans-Beauvoisin, Aumur, Balaiseaux, Bretenières, Chaînée-des-Coupis, Champdivers, Chaussin, Chemin, Chêne-Bernard, Le Deschaux, Les Essards-Taignevaux, Gatey, Les Hays, Longwy-sur-le-Doubs, Molay, Neublans-Abergement, Peseux, Petit-Noir, Pleure, Rahon, Saint-Aubin, Saint-Baraing, Saint-Loup, Séligney, Tassenières, Tavaux, Villers-Robert. Constitué des anciens cantons de Chemin et de Chaussin et d'une commune de l'ancien canton de Dole-Sud-Ouest. |
|    |                            |                            | 260 932         |                | 544                           | |

### Répartition par arrondissement
Contrairement à l'ancien découpage où chaque canton était inclus à l'intérieur d'un seul arrondissement, le nouveau découpage territorial s'affranchit des limites des arrondissements. Certains cantons peuvent être composés de communes appartenant à des arrondissements différents. Dans le département du Jura, c'est le cas de deux cantons (Moirans-en-Montagne et Saint-Laurent-en-Grandvaux).
Le tableau suivant présente la répartition par arrondissement :
| N° | Canton                     | Dole              | Lons-le-Saunier               | Saint-Claude | Total                         |
| -- | -------------------------- | ----------------- | ----------------------------- | ------------ | ----------------------------- |
| 1  | Arbois                     |                   | 36                            |              | 36                            |
| 2  | Authume                    | 46                |                               |              | 46                            |
| 3  | Bletterans                 |                   | 60                            |              | 60                            |
| 4  | Champagnole                |                   | 32                            |              | 32                            |
| 5  | Dole-1                     | 4 + fraction Dole |                               |              | 4 + fraction Dole             |
| 6  | Dole-2                     | 6 + fraction Dole |                               |              | 6 + fraction Dole             |
| 7  | Lons-le-Saunier-1          |                   | 8 + fraction Lons-le-Saunier  |              | 8 + fraction Lons-le-Saunier  |
| 8  | Lons-le-Saunier-2          |                   | 11 + fraction Lons-le-Saunier |              | 11 + fraction Lons-le-Saunier |
| 9  | Moirans-en-Montagne        |                   | 47                            | 16           | 63                            |
| 10 | Mont-sous-Vaudrey          | 39                |                               |              | 39                            |
| 11 | Morez                      |                   |                               | 9            | 9                             |
| 12 | Poligny                    |                   | 45                            |              | 45                            |
| 13 | Saint-Amour                |                   | 51                            |              | 51                            |
| 14 | Saint-Claude               |                   |                               | 7            | 7                             |
| 15 | Saint-Laurent-en-Grandvaux |                   | 58                            | 15           | 73                            |
| 16 | Saint-Lupicin              |                   |                               | 23           | 23                            |
| 17 | Tavaux                     | 29                |                               |              | 29                            |
|    |                            | 125               | 349                           | 70           | 544                           |